# Diabaz

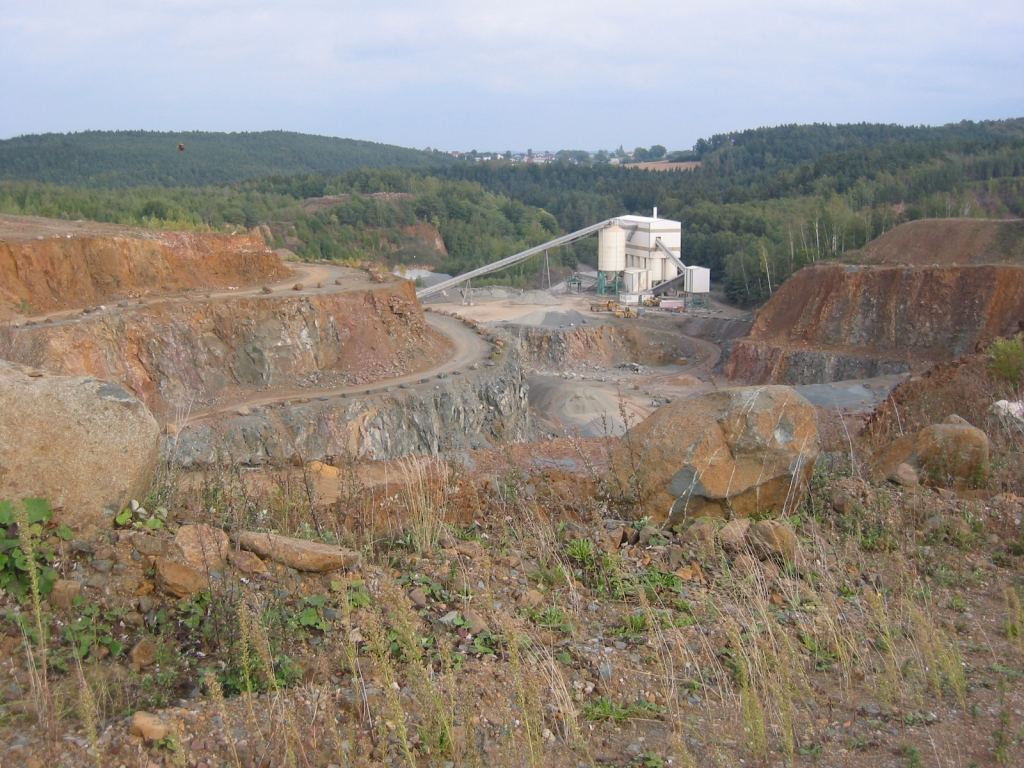
Carieră de diabaz lângă Dörtendorf, Germania

Diabazul este o rocă magmatică (vulcanit) de origine bazaltică, găsită în munții din Europa formați în perioada de orogeneză din paleozoic (perioadă geologică situată între 542 și 251 milioane de ani în urmă) mai exact în paleozoicul mijlociu (devonian).
Datorită culorii verzi, diabazul este numit și piatră verde. Au fost numeroase cariere de diabaz în Germania care au asigurat un loc de muncă populației locale ca de exemplu în Hessen.
Caracteristic rocii este culoarea neagră verzuie cu zone mai deschise datorită plagioclazului de origine metamorfică, roca poate fi îmbogățită cu clorit, din augit, iar din plagioclaz formându-se calcită.

Structura mineralogică a diabazului:
- 49% olivin (care în mare parte se transformă in serpentină)
- 36% augit ( care parte se transformă in clorit)
- 10% plagioclaz (Kalkalkalifeldspat), feldspat cu un procent ridicat în calciu (anorthit 88%)
- 5% picotit (spinell de fier și crom), apatit, granat, calcopirită și pentlandit (minereu de nichel)

Diabazele sunt roci sub formă de agregate compacte cristalele ajungând până la o granulație medie, prin prezența feldspatului poate avea o structură porfirică (granule de cristale ce apar într-o masă compactă uniformă). 
Varietăți de rocă cu o granulație porfirică se formează prin procese ulterioare metamorfice, diabazele și melaphyrele sunt cunoscute și sub denumirea de paleobazalte.
Diabazul este o rocă dură, folosită în epoca de piatră pentru confecționarea uneltelor.